# Roruper Holz
Das Naturschutzgebiet Roruper Holz liegt auf dem Gebiet der Städte Coesfeld und Dülmen im Kreis Coesfeld in Nordrhein-Westfalen. 
Das etwa 235 ha große Gebiet, das im Jahr 2003 unter Naturschutz gestellt wurde, erstreckt sich südöstlich der Kernstadt Coesfeld. Nördlich verläuft die B 525, östlich die Landesstraße L 580 und westlich die B 474.